# Stazione di Casalmaggiore
Stazione di Casalmaggiore vasútállomás Olaszországban, Lombardia régióban, Casalmaggiore településen.

## Vasútvonalak
Az állomást az alábbi vasútvonalak érintik:
- Brescia–Parma-vasútvonal

## Kapcsolódó állomások
A vasútállomáshoz az alábbi állomások vannak a legközelebb:
- Stazione di Mezzani-Rondani
- Stazione di San Giovanni in Croce